# Chancenwerk

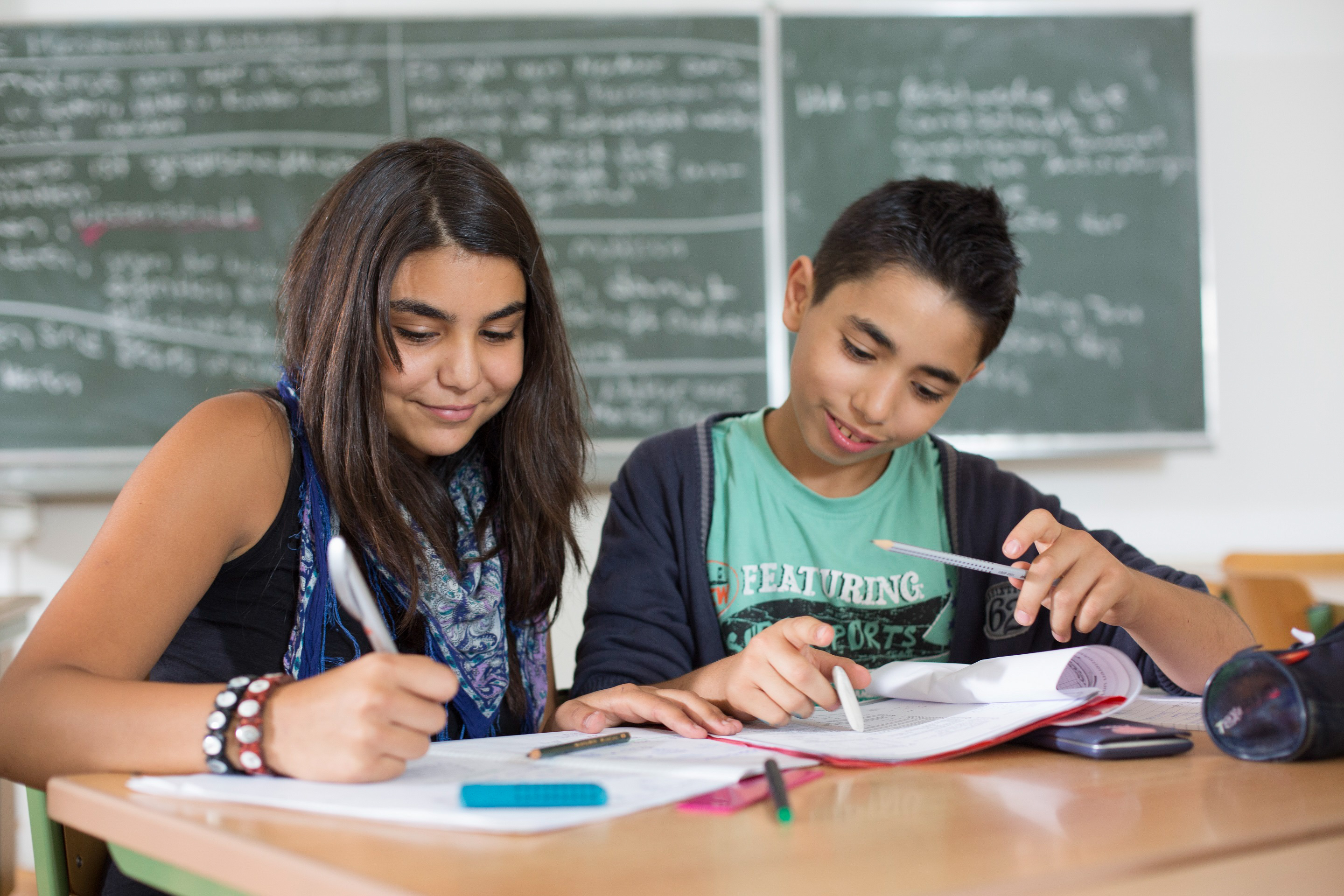
Jugendliche beim Chancenwerk (2012)

Chancenwerk e. V. ist eine gemeinnützige Organisation, die sich bundesweit für faire Bildungschancen einsetzt. Der Verein unterstützt mit seiner Lernförderung Kinder und Jugendliche in ihrer schulischen und individuellen Entwicklung. Kern des Konzepts ist die „Lernkaskade“, die auf dem Prinzip „Geben-Nehmen“ beruht: Jugendlichen wird zugetraut, eine Gruppe von Kindern bei ihren schulischen Aufgaben zu unterstützen. So werden sie zu altersnahen „Lernvorbildern“ und erhalten dafür wiederum eine Lernhilfe durch Studenten in einem Fach ihrer Wahl.

## Ziele und Aufgaben
Satzungsgemäß sind die Ziele des Vereins:
„Förderung der Jugendhilfe, die Förderung von Erziehung, Volks- und Berufsbildung einschließlich der Studentenhilfe, die Förderung internationaler Gesinnung, der Toleranz auf allen Gebieten der Kultur und des Völkerverständigungsgedankens, die Förderung von Wissenschaft und Forschung sowie die Förderung von Kunst und Kultur.“
Der Verein sucht diese Ziele zu erreichen durch:
1. die verbesserte Integration durch die Intensivierung der deutsch-nichtdeutschen Beziehungen, die Verbesserung der Bildungssituation sowie das gesamtgesellschaftliche Engagement,
2. die Unterstützung und Integration von Kindern, Jugendlichen und Erwachsenen aller Gruppen dieser Gesellschaft durch Bildungs- und Förderangebote sowie die Durchführung von Eltern-, Jugend-, Mädchen- und Projektarbeit,
3. Beratung, Hilfestellung und Information für Schüler, Studienbewerber, Studierende, Praktikanten, Akademiker und deren Eltern,
4. Durchführung von verschiedenen generationsübergreifenden Kultur-, Freizeit-, Bildungs-, Integrations- und Begegnungsprojekten,
5. Jugendarbeit und Betreuung,
6. Initiativen zum Abbau von Rassismus,
7. und die wissenschaftliche Begleitung der vorstehend genannten Maßnahmen.

Die Integration von Migrantenkindern in das deutsche Bildungssystem soll durch den Einsatz von ethnischen Rollenvorbildern gefördert werden, indem Schüler/Studenten anderen Schülern helfen (siehe Abschnitt „Konzept“).

## Geschichte
Der Verein wurde 2004 von Murat und Şerife Vural gemeinsam gegründet, die beide als Kinder türkischer Gastarbeiter ihre eigenen Erfahrungen im deutschen Bildungssystem gemacht haben. Sie gründeten den Verein, der damals IBFS e. V. (Interkultureller Bildungs- und Förderverein für Schüler und Studenten) hieß, um anderen Schülern mit ähnlich schwierigen Startbedingungen zu helfen. Im Jahr 2010 wurde in Chancenwerk e. V. umbenannt.
2016 zog der Verein in größere Räumlichkeiten zum aktuellen Vereinssitz in Castrop-Rauxel um. Im Jahr 2017 eröffnete er die ChancenSCHULE am neuen Vereinssitz und konnte dadurch seine Lernförderung erstmals in eigenen Räumlichkeiten anbieten. Seit 2019 wird das vom Verein entwickelte Lernprogramm cosinus eingesetzt.
Heute kooperiert der Verein mit 86 Schulen in 34 Städten in 9 Bundesländern und erreicht wöchentlich über 4.700 Schüler.

## Konzept
Kern des Konzepts ist die Lernkaskade, die auf dem Prinzip „Geben-Nehmen“ beruht: Jugendlichen wird zugetraut, eine Gruppe von Kindern bei ihren schulischen Aufgaben zu unterstützen. Dafür erhalten diese selbst Lernhilfe durch Studenten in einem Fach ihrer Wahl. Für Jugendliche, die anderen Kindern in der Lernförderung Hilfe geben, ist das System grundsätzlich kostenfrei. Eltern jüngerer Kinder zahlen einen einkommensabhängigen Beitrag.
Dieses pädagogische System, das Teamgeist und Lernerlebnis kombiniert, soll Wissen auf Augenhöhe vermitteln. Mit der Lernkaskade werden die Schüler dabei selbst zu altersnahen „Lernvorbildern“.
Auf ihre Rollen in der Lernkaskade werden die Schülerinnen und Schüler von Chancenwerk vorbereitet und fortlaufend begleitet. Die Arbeit basiert auf engen Partnerschaften mit Schulen, welche durch diese Kooperationen langfristig entlastet werden. Die Lernförderung von Chancenwerk soll dort ansetzen, wo die Schulen dem individuell nötigen Förderbedarf der Schüler nicht gerecht werden können.
Zum 19. April 2021 wurde das Angebot von Chancenwerk um die digitale Plattform „ChancenCAMPUS“ erweitert.

## Finanzierung
Der Verein wird weitgehend von Zuwendungen von Stiftungen, Unternehmen und Privatpersonen finanziert. Hinzu kommen öffentliche Gelder im Rahmen des Bildungs- und Teilhabepakets sowie subventionierte Vereinsbeiträge der Eltern. Die Kosten für die Unterstützung von Kindern werden zu etwa 30 % direkt durch die Eltern finanziert.

## Mitgliedschaften und Schirmherrschaft
Chancenwerk e. V. ist Träger der freien Jugendhilfe. Chancenwerk ist Mitglied im Social Entrepreneurship Netzwerk Deutschland und ist Mitglied im Netzwerk Ashoka. Schirmherrin des Vereins ist die Bundesfamilienministerin.

## Preise und Auszeichnungen
- 2005: Jugendförderpreis des Rotary Club Castrop-Rauxel
- 2006: Bundespreis im Wettbewerb startsocial für den Businessplan von Murat Vural
- 2007: Ausgezeichneter Ort im Wettbewerb 365 Orte im Land der Ideen
- 2009: Auszeichnung als Bürger des Ruhrgebiets für Gründer Murat Vural
- 2010: Auszeichnung des Bundesverdienstkreuzes am Bande für Murat Vural[17]